# سیب‌زمینی‌خورها
سیب‌زمینی‌خواران (به هلندی: De Aardappeleters) (به انگلیسی: potato eaters) یکی از اولین آثار برجستهٔ نقاش و طراح مشهور هلندی، ونسان ون گوگ است که در سال ۱۸۸۵ خلق شده‌است.
این اثر به این دلیل اهمیت زیادی دارد که نخستین تلاش و تجربهٔ ونسانِ سر تا پا شور و شوق بود، تا خود را به دنیای هنری اروپای اواخر قرن نوزدهم میلادی و دوران اوج امپرسیونیسم اثبات کند. تلاشی که پس از پنج سال مطالعه و خلق ده‌ها طرح و الگو و آثار مشابه، همچون اثر نیمه‌تمام حفاران سیب زمینی در ۱۸۸۳، این بار به نتیجه رسید.

## ترکیب‌بندی
ون گوگ در بین مارس و اوایل آوریل ۱۸۸۵، طرح‌های آزمایشی‌ای بابت این نقاشی ترسیم و با برادرش تئو نامه‌نگاری کرد که نه مجذوب اثر فعلی‌اش شد و نه پیش‌طرح‌هایی که ون گوگ برایش به پاریس فرستاده بود. ون گوگ وقتی با والدینش در نوینن زندگی می‌کرد شروع به کار روی اثر سیب زمینی خورها کرد. نوینن منطقه‌ای روستایی بود که محل زندگی کشاورزان، کارگران و بافندگان بسیاری بود. او از ۱۳ آوریل تا اوایل مه مشغول این نقاشی بود. به جز تغییرات کوچکی که اواخر همان سال با قلموی کوچک انجام داد، بیشتر کار تمام شده بود.
ون گوگ گفت می‌خواست روستاییان را چنان که واقعا هستند به تصویر بکشد. او عمدا مدل های زمخت و بدقیافه برگزید که فکر می‌کرد در ماحصل کار، طبیعی و دست‌نخورده هستند.
ون گوگ در نامه‌ای که دو سال بعد در پاریس به خواهرش ویلمینا نوشت، هنوز هم سیب زمینی خورها را موفق‌ترین نقاشی خود می‌نامید: «در خصوص اثر خودم چنین فکر می‌کنم که نقاشی روستاییان سیب‌زمینی‌خوری که در نوینن کشیدم به هر حال بهترین چیزی است که کشیدم.» با این وجود، دوست وی آنتون فان راپارد از اثر بلافاصله پس از کشیده شدنش انتقاد کرد. این انتقاد ضربه‌ای به اعتماد به نفس ون گوگ به عنوان هنرمند نوظهور بود. او به دوستش نوشت: «تو… حق نداشتی اثرم را به این طریق تقبیح کنی.» (ژوئیه ۱۸۸۵)، و بعدتر نوشت:«من همواره آنچه هنوز نمی‌توانم انجام دهم را انجام می‌دهم که یاد بگیرم چطور انجامش بدهم» (اوت ۱۸۸۵).
معروف است که ونسان ون، گوگ شارل دو گرو، نقاش بلژیکی و به خصوص اثر رحمت پیش از شام وی را تحسین کرده است. نقاشی دو گرو تصویری است باابهت از خانواده‌ای روستایی که پیش از شام دعای شکرانه می‌گویند. این نقاشی پیوندی تنگاتنگ با بازنمایی مسیحی اثر شام آخر داشت. سیب‌زمینی‌خورهای ون گوگ الهامی بود از اثر دو گرو و و معناهای ضمنی مذهبی مشابه در اثر ون گوگ قابل شناساسی است.

## نامه ون گوگ
ون گوگ این اثر را در پاسخ به کمک‌ها و حمایت‌های برادرش تئو به عنوان یک شاهکار هنری برای او فرستاد. اما این اثر که تمام امیدها و آرزوهای نقاش جوان در آن نهفته بود، خیلی کمتر از آن چیزی که انتظارش را داشت به موفقیت رسید.
تابلو سیب‌زمینی‌خورها تا قبل از خودکشی ون گوگ در سال ۱۸۹۰ در هیچ نمایشگاهی در پاریس به نمایش گذاشته نشد و علی‌رغم درخواست‌های مکرر وی از برادرش، تئو آن را به دوراند روئل دلال آثار هنری‌ای که دوست وی بود، نشان نداد.
ون گوگ در نامه‌ای که همراه این اثر برای برادرش فرستاد، در مورد سیب‌زمینی‌خورها گفته بود:
«من تلاشم را کرده‌ام که تأکید کنم، این آدم‌هایی که در نور چراغ مشغول خوردن سیب زمینی هستند، با همان دستانی که در ظرف‌ها گذاشته‌اند، زمین را کنده‌اند و بنا بر این، این تابلو از کار سخت و اینکه چگونه غذایشان را بدست می‌آورند سخن می‌گوید.»
قصد من این بود که تأثیری از یک روش زندگی کاملاً متفاوت با زندگی ما انسان‌های متمدن را نشان بدهم.

## نقد اثر
در اینجا ما شاهدیم که ون گوگ زندگی ساده‌ای را می‌ستاید که اساسش رابطه مستقیم با طبیعت است، و همچنین در ارزش‌های بورژوازی و مدرنیتهٔ شهری تردید می‌کند.
سر مشق‌های هنری او شامل ژان فرانسیس میله که تصاویر شگفت‌انگیز او از روستاییان در آثار ون گوگ منعکس شده‌است و همچنین همشهری اورامبرانداست که این عصرانه محقر معمولی را در هاله‌ای از تقدیس پیچیده‌است.
چیزی که این تصویر را متمایز می‌کند سادگی تکنیک ون گوگ است که به اثر یک حالت ناپختگی می‌دهد و هم‌زمان به روستاییان یک حیات طبیعی پر جوش و خروش می‌بخشد و تمایل و شوق مهار نشدنی هنرمند را به موضوعش نشان می‌دهد.
دست و انگشتان زمخت، چهره‌های چروکیده برجسته، تاهای پر از چین لباس‌ها، تیرهای سقف که بیرون زده‌است، یک ساعت دیواری و یک نقاشی از به صلیب کشیدن مسیح، که بیشتر به نظر می‌رسد به دیوار کوبیده شده باشد تا اینکه آویزان شده باشد، همه چیز در تصویر منجر شده‌است-با وجود آرامش این صحنه، کارگران خسته که عصرانهٔ ساده خود را می‌خورند، حالتی نورانی دارند. نشان‌های دستخوش هیجان ون گوگ که شور و اشتیاق بی وصف او را القا می‌کند، حضور فیزیکی پر رنگ روستاییان را تقویت می‌کند.

## مکان نگهداری
این اثر هم‌اکنون در موزه ون گوگ در شهر آمستردام هلند نگهداری می‌شود.
نسخه‌های متعدد سیب‌زمینی‌خورها از ونگوگ به جا مانده‌است که نسخه‌ای در موزه کرولر-مولر در شهر اوترلو هلند است.

## نسخه‌ها

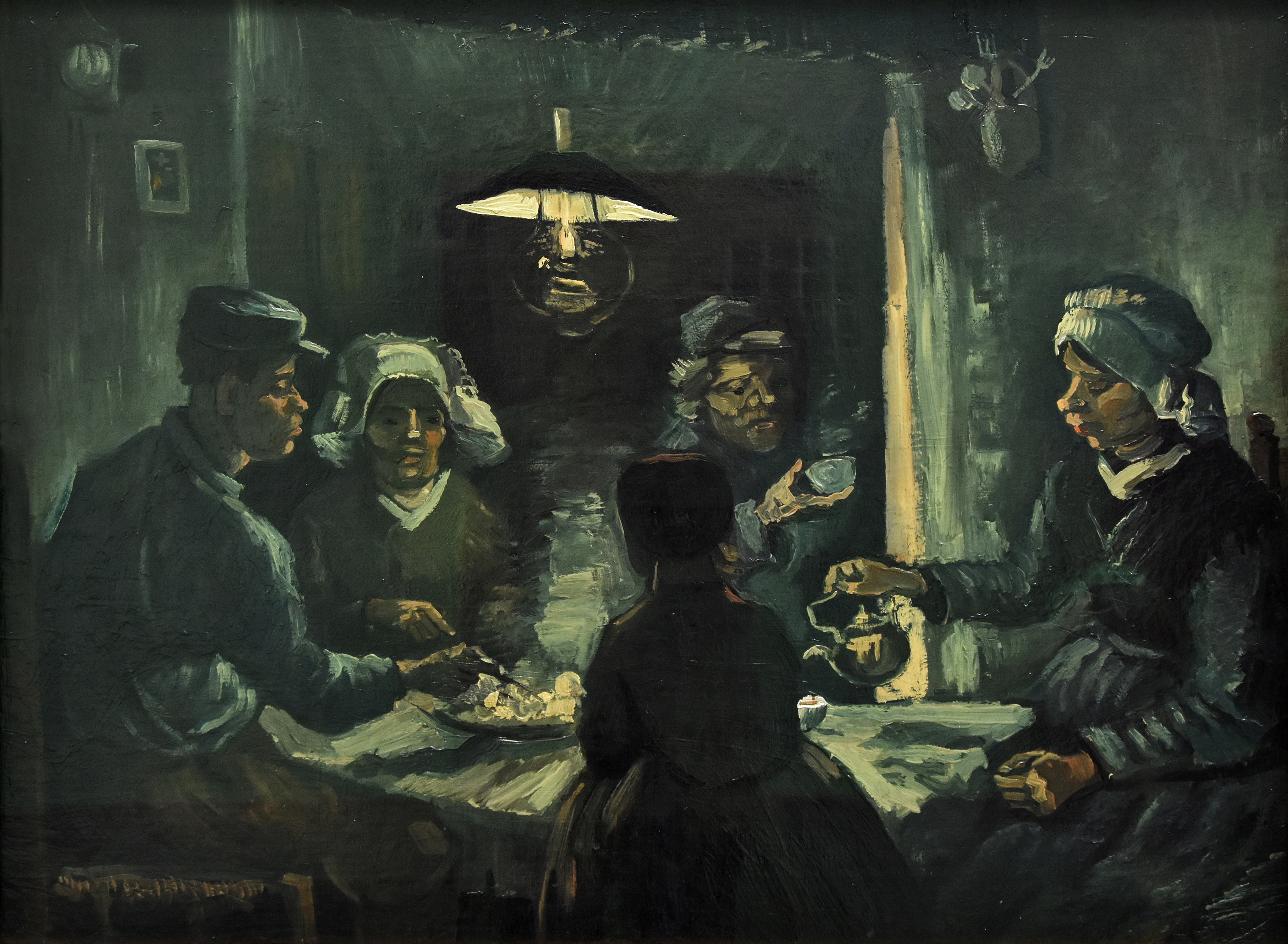
دومین طرح آزمایشی سیب‌زمینی‌خورها، ۱۸۸۵، Kröller-Müller Museum، Otterlo
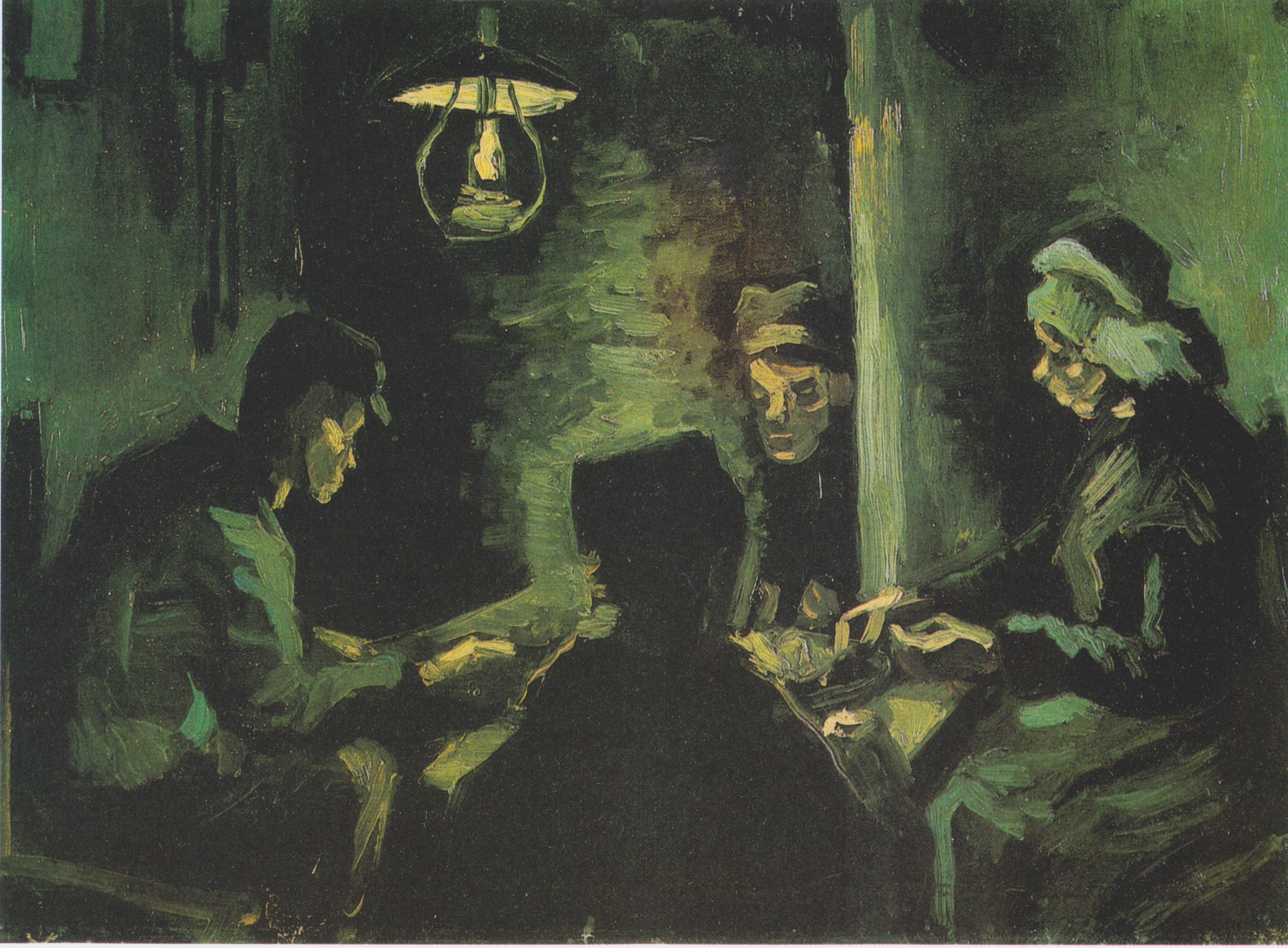
طرح آزمایشی سیب‌زمینی‌خورها، ۱۸۸۵، مجموعۀ خصوصی (F77r)
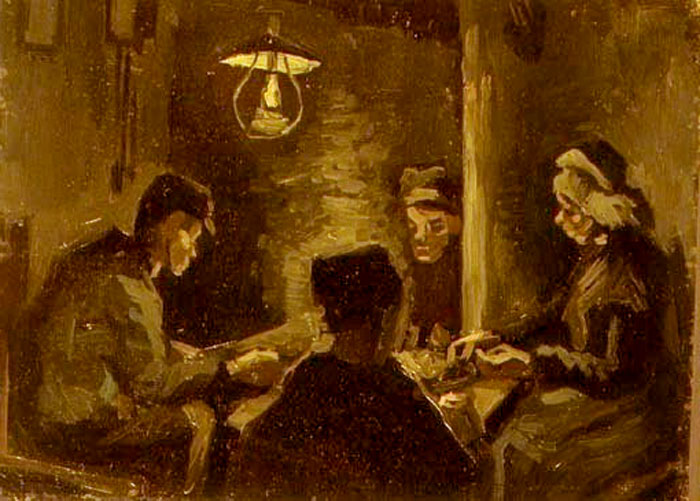
طرح آزمایشی سیب‌زمینی‌خورها

## نگارخانه

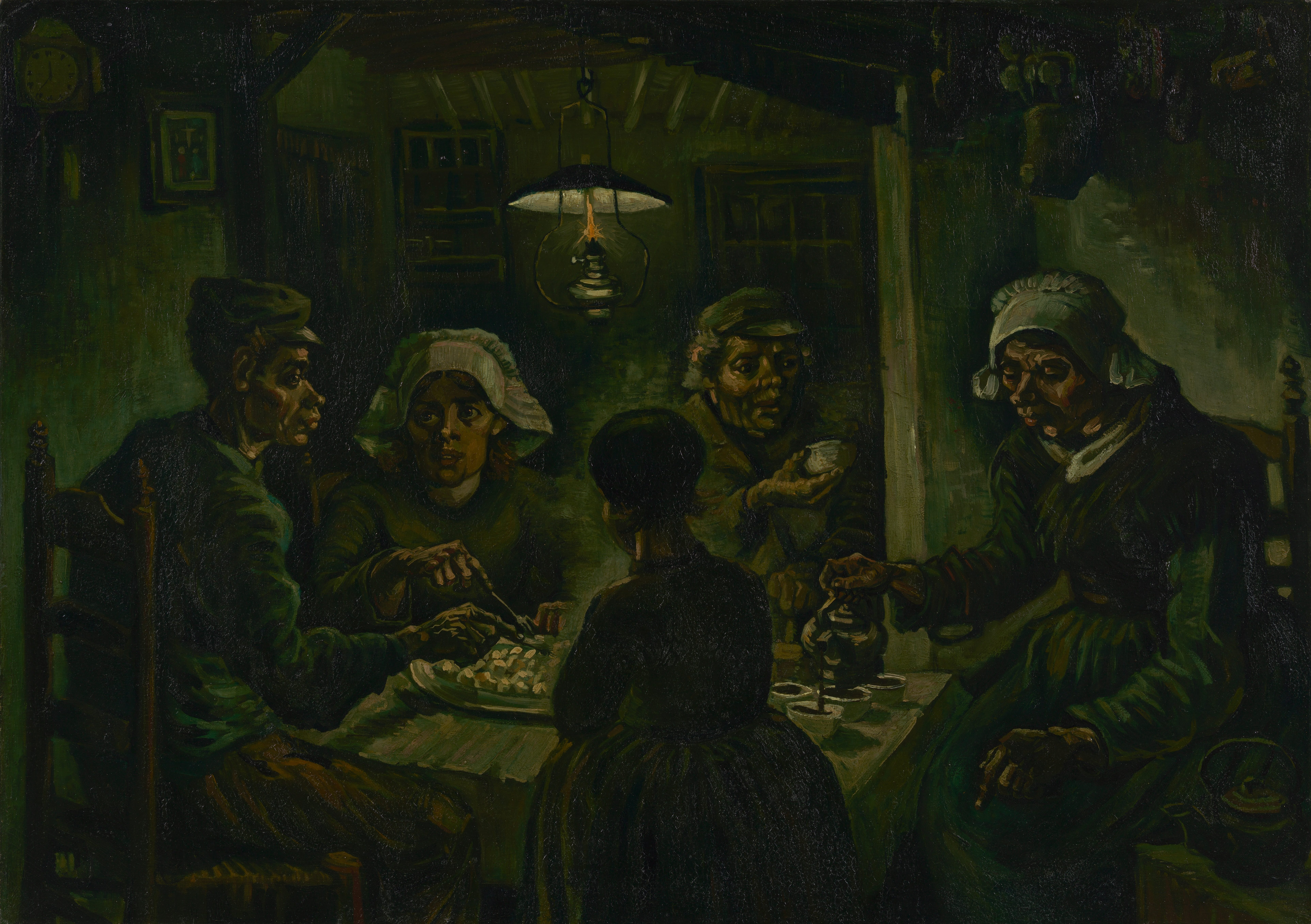
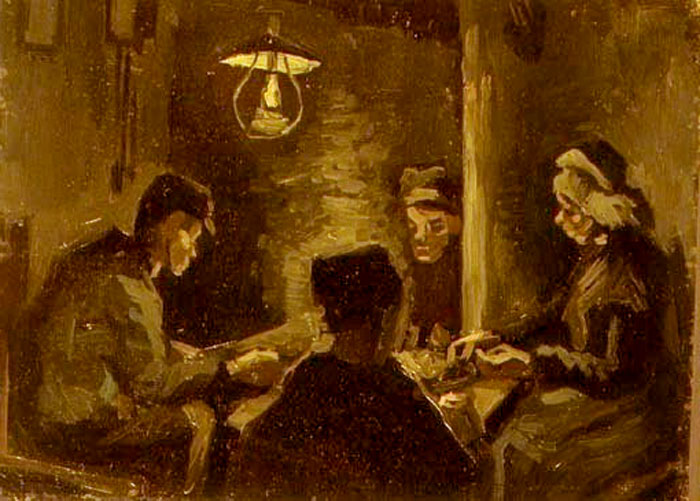
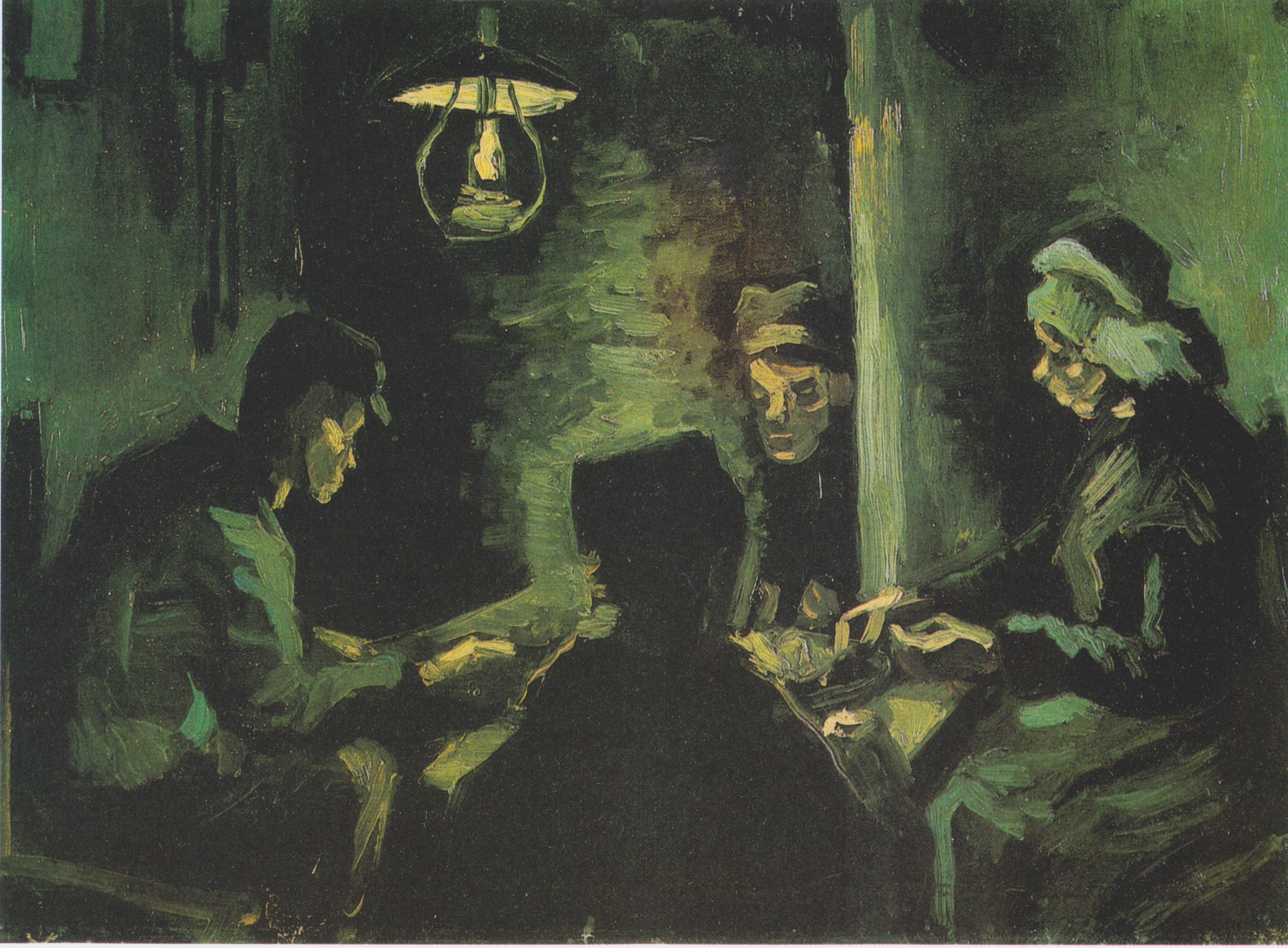
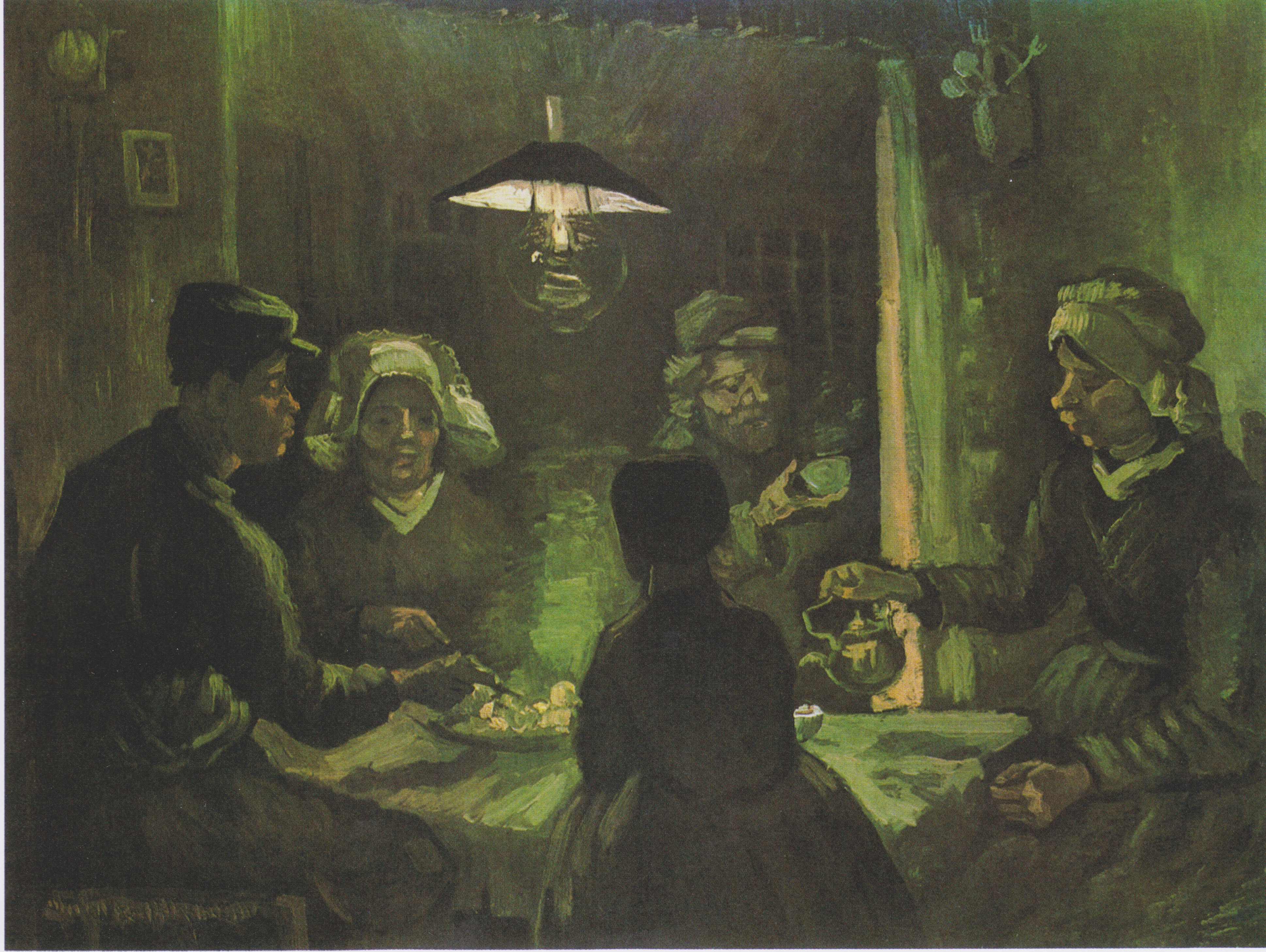
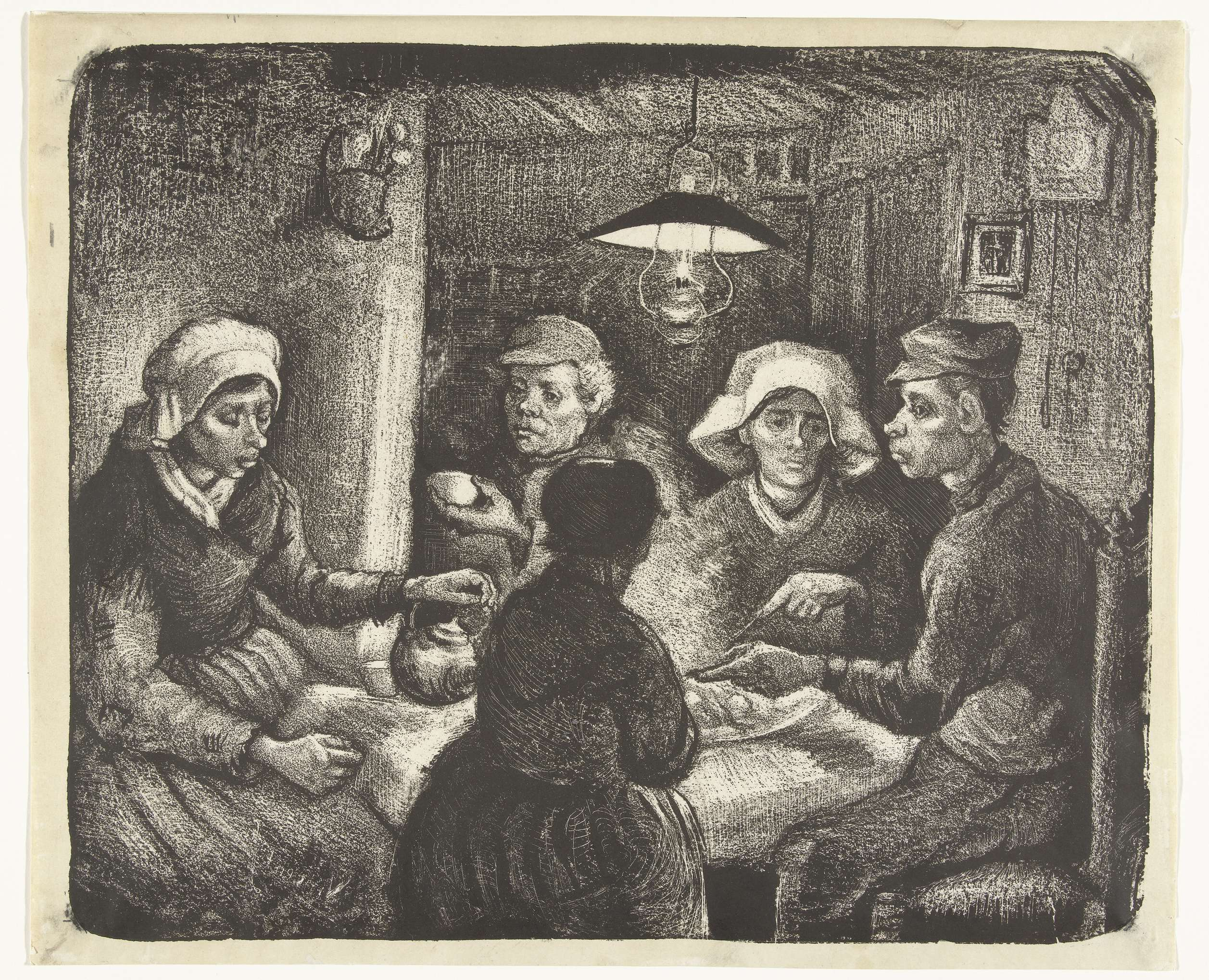